# 反照的均衡
- 反照的均衡
- 反省的均衡
- 反射的均衡

反照的均衡（はんしょうてききんこう、英語: reflective equilibrium）とは、現代哲学の専門用語で、一般的な原理と特定の判断の間で、熟慮を伴う相互調整のプロセスによって到着される、信念の間のバランスのとれた状態もしくは一貫性が得られた状態をさす。哲学者のネルソン・グッドマンは、反照的均衡という用語を使用したわけではないが、帰納的推論を正当化するためのアプローチとして反照的均衡にあたる方法を導入した(これは現在グッドマンの方法として知られている)。「反照的均衡」という言葉はジョン・ロールズが正義の原理に到達する方法として『正義論』において造られた。
ディートマー・ヒューブナーによれば、ロールズの方法から逸脱する反照的均衡の多くの解釈があるが、それらは反照的均衡というアイデアの説得力を低下させている 。ヒューブナーによると、これらの誤解された解釈において、反照的均衡の定義は「(a)理論的な記述と直観的な信念とのバランスをとる、(b) 一般原理と特定の判断のバランスをとる、(c) 反対の倫理的構想もしくは多様な道徳的な命題のあいだのバランスをとる」などとされている。

## 概観
ロールズは、人間は道徳的判断と道徳的動機付けの両方の源である「正義感覚」を持っていると論じる。ロールズの理論において、私たちは正義感覚から生じる「熟慮された判断」から出発する。これらは、一般的な道徳的原理（一般性のあらゆるレベル）についての判断である場合もあるし、特定の道徳的なケースに関する判断である場合もある。もし私たちの判断が何らかの形で矛盾するならば、そのとき私たちは様々な信念が「均衡」した状態になるまで調整することによって、それらの信念が安定している状態、すなわち対立していない状態に至ることができ、そこで一貫した実践的ガイダンスを獲得することができる。ロールズは、理想的な反照的均衡における一連の道徳的信念は、人間の正義感覚の根底にある原理を記述または特徴付けると論じる。
例えば、ザカリーが聖書の命令に従うということを一般的な原理として信じているとしよう。彼はまた、単にウィッカであるためにその人を石打ちの刑によって刑死させることは道徳的ではないと考えているとしよう。これらの見解は矛盾する可能性がある（出エジプト22:18; ヨハネ8:7を参照)。このとき、ザカリーはいくつかの選択肢を持つ。彼はより良い原理（例えば、「十戒」にのみ従う）を求めて、聖書の命令に従うという一般的な原理を捨てることができる。もしくは、彼の一般的な原理を修正する（例えば、聖書の別の翻訳を選択する、またはヨハネ8:7からイエスの教えをさせる)、旧約の命令を上書きする「石を投げる最初の人にさせてください」と言うか、もしくは、問題のポイントについての意見を変えることができる。どのような原理を選択するのであれ、彼は反照的均衡に向かって進んだといえる。

## ロールズの政治理論での使用法
反照的均衡は、ロールズの理論のなかで、正当化における重要な機能を果たしている。しかしながら、この機能の本質が何であるかについては議論がある。支配的な見解は、ノーマン・ダニエルズやトマス・スキャンロンの研究に代表されるもので、反照的均衡という方法は、道徳的信念を認識論的に正当化するための整合主義的な方法だというものである。しかしながら、その他の研究者は、ロールズは、彼の理論が道徳的認識論を含む伝統的なメタ倫理学的な問いを避けており、反照的均衡は実践的な機能を果たしていると主張しているとしている。この見解において、反照的均衡の方法は、人間の正義の感覚の認知的な側面と道徳的な側面を適切な仕方で結びつけることによって正当化の機能を果たしていることになる。
ロールズは、正義の候補となる原理は、それが安定的ではない限り正当化されえない論じている。正義の原理が安定的であるのは、とりわけ、社会の成員が正義の原理を権威的であり遵守可能であるとみなす場合である。反照的均衡の方法は、原理の範囲を人間の正義感覚に根ざして決定する。人間の正義感覚は、反照的均衡のプロセスのための素材を提供し、道徳的に健全であると判断できる原理に従うための動機づけを提供する。反照的均衡の方法は、私たちの道徳的動機づけの源泉に正しい仕方で基礎づけられた実践的に一貫した原理の組み合わせを定めることによって、現実的で安定した社会秩序を確定するという目的に資する。フレッド・ダゴスティーノの言葉を借りれば、安定的な正義の原理は、社会の成員によって好意的に「取り込ま」れることを要請する。反照的均衡の方法は安定性に必要とされる種類の「取り込み」を達成する原理を定める方法を提供するのである。
反照的均衡は、静的なものではない。ロールズは暫定的な定点を許容したが、暫定的な定点は、個人が個々の争点についての自らの意見を考慮し、その原理の帰結を探求した場合に変化する 。
ロールズは、人々が社会契約に対して合意する場である仮説的な「原初状態」というアイデアにこの反照的均衡を適用した。ロールズは、正義についての適切な理論は、人々が無知のヴェールの背後にあり、自らの社会的立場などについての知識をもたないときに合意するであろうものであるという結論に到達した。

## 広い反照的均衡
ロールズによって導入された幅広い反照的均衡は、ノーマン・ダニエルズによって「ある特定の人格によって抱かれる三重の信念のセットのあいだに一貫性を生み出すことを試みる方法」として描かれた。三重の信念のセットとは、（ａ）熟慮された道徳的判断、（b）道徳的原理、（c）関連する背景的理論である 。 

## 構成主義との関係
カイ・ニールセンは、「反照的均衡を擁護する哲学者は、同時に構成主義者でもある」と主張した 。この主張は、すでに先行して存在する一貫性をもつ道徳信念と実践の体系とともに機能しなければならないという反照的均衡に関する誤った概念化とニールセンがみなすものに応答するなかでなされた。
「まさに中心的となる道徳信念を含む一貫した信念のパターン、は、発見されたり発掘されたりする構造ではない。言語における「深い文法」に類推されるような深部にあるもの（もしそのようなものがあるとするのであれば）ではなく、反照的均衡という方法の注意深くだがはっきりとした使用によって作り出されたもの（構成されたもの）である。たとえどれほど文化的にそして歴史的に歪められたものであったとしても、私たちは、まず私たちがもつ熟慮された判断（確信）から出発する。これは、私たちの観点から物事をみるということを含んでいる（避けがたく含んでいる）。それ以外にどこから始めることができるだろうか。私たちは文化的そして歴史的な文脈と飛び越えることはできない。」

## 批判
ポール・タガードは、反照的均衡を「論理的そして方法論的相対主義の比較的洗練された形態の煙幕」であるとして批判した。そして「よくても、規範的原理を発展させるプロセスに付随するものに過ぎない」とした。サガードによれば、反照的均衡に関する「数多くある問題」のなかに、「直観への不当な依拠と安定してはいるが次善でしかない規範に到達する危険性」を数え入れる。そしてサガードは、反照的均衡の方法に代えて、規範を正当化するために、実践の範囲を確定し、その実践のための規範の候補を特定し、実践の適切な目的を特定し、さまざまな実践がその目的をどの程度達成することができるかを評価し、この目的をもっとも達成しうる実践を領域的な規範として採用するような、より帰結主義的な方法を推し進める。